# روما (مقاطعة آدامز)
روما، مقاطعة آدامز (بالإنجليزية: Rome, Adams County, Wisconsin)‏ هي بلدة تقع في مقاطعة آدامز (ويسكونسن) بولاية ويسكونسن في الولايات المتحدة. تبلغ مساحتها 161.3 (كم²)، وترتفع عن سطح البحر م، بلغ عدد سكانها 2720 نسمة في عام 2010 حسب إحصاء مكتب تعداد الولايات المتحدة .

## وصلات خارجية
- www.romewi.com
- The US50 - Cities and Towns in Wisconsin State
- Wisconsin Cities and Towns, Facts, Map, Flag, Colleges, Government, and More